# 街の灯
『街の灯』（まちのひ、City Lights）は、1931年のアメリカ合衆国の映画。チャールズ・チャップリンが監督・脚本・製作・主演したコメディ映画。サイレント映画だが音楽付きのサウンド版として公開された。
前作『サーカス』に引き続きユナイテッド・アーティスツで製作・配給した作品で、製作に3年余りの時間を要した。冒頭には「コメディ・ロマンス・イン・パントマイム」というタイトルを掲げている。本作はトーキー映画反対論者であったチャールズ・チャップリンが、基本的にサイレントだが伴奏音楽と音響が入ったサウンド版として製作した初めての作品である。ある浮浪者が盲目の花売り娘の目を治すためにあれこれ奮闘する物語で、ユーモアとペーソスが織り交ぜられたコメディ映画となっている。現在もチャップリンの代表作として高く評価されている。1991年にアメリカ国立フィルム登録簿に登録された。

## あらすじ
主人公はとある浮浪者の男。
ある日、男は街角で盲目の花売り娘から花を買う。夜、男は泥酔して自殺しようとしていた富豪を助ける。富豪は男を命の恩人として家に呼び酒を酌み交わす。二人は街へ繰り出し朝まで店で飲み明かす。朝になって富豪の家に戻ると、その家の近くの街角で盲目の娘が花を売っている。男は富豪からもらった金で娘の花をすべて買った上、富豪の高級車に娘を乗せて家まで送り、手を握って別れる。娘は男を親切な金持ちと思い込んで慕うようになる。
一方、酔いの醒めた富豪は昨夜のことをすっかり忘れていて男を追い出してしまう。その夜、また酒に酔った富豪と街で偶然再会すると彼は男を覚えていて歓待するが、その翌日はまた男のことを忘れていて追い出す。
娘は体の弱い老婆と共に狭い部屋で暮らしているが、彼女が家賃を滞納して立ち退きを迫られていることを知った男は、その金を工面しようとしてボクシングの試合に出場するがあえなく敗れてしまう。
男が途方に暮れていると、街で偶然酒に酔った富豪とまた再会する。酔ったときだけ男を覚えている富豪は喜んで男を自宅に招いた上、娘の事情を聴くと気前よく1,000ドルもの大金を手渡してくれる。しかし室内には2人組の強盗たちも居合わせており、富豪は強盗たちに頭を強打されて気を失う。男は大慌てで警察を呼ぶが、警官が到着した時には強盗たちは逃げてしまい、男が犯人と勘違いされてしまう。意識を取り戻した富豪も男のことをすっかり忘れていて弁護してくれない。なんとか富豪の家から逃げ出した男は娘の家に行き、1,000ドルを手渡して立ち去るが、その直後、街で刑事に見つかって逮捕されてしまう。
時は流れ、娘は手術により視力を取り戻し、花屋の店を開いて幸せに暮らしていた。花を買いに来るお金持ちの男性を見ては、あの人ではないかと考えてしまう日々を送っていた。
一方、刑務所から出てますますみすぼらしい姿になった男はあてもなく街を歩いていた。偶然その花屋の前を通りかかり、ショーウィンドー越しに娘の姿を見かけて立ちすくんでしまう。みすぼらしい恰好の男を見て最初は笑っていた娘だが、自分をじっと見つめる男に対して哀れみの気持ちから男を呼び止め、一輪の花と小銭を手渡そうとする。しかし、小銭を握らせるために男の手を取ったその感触から、娘はこの浮浪者こそが自分の恩人であることに気づき、男も恥ずかしそうに笑みを浮かべるのだった。

## キャスト
出典：

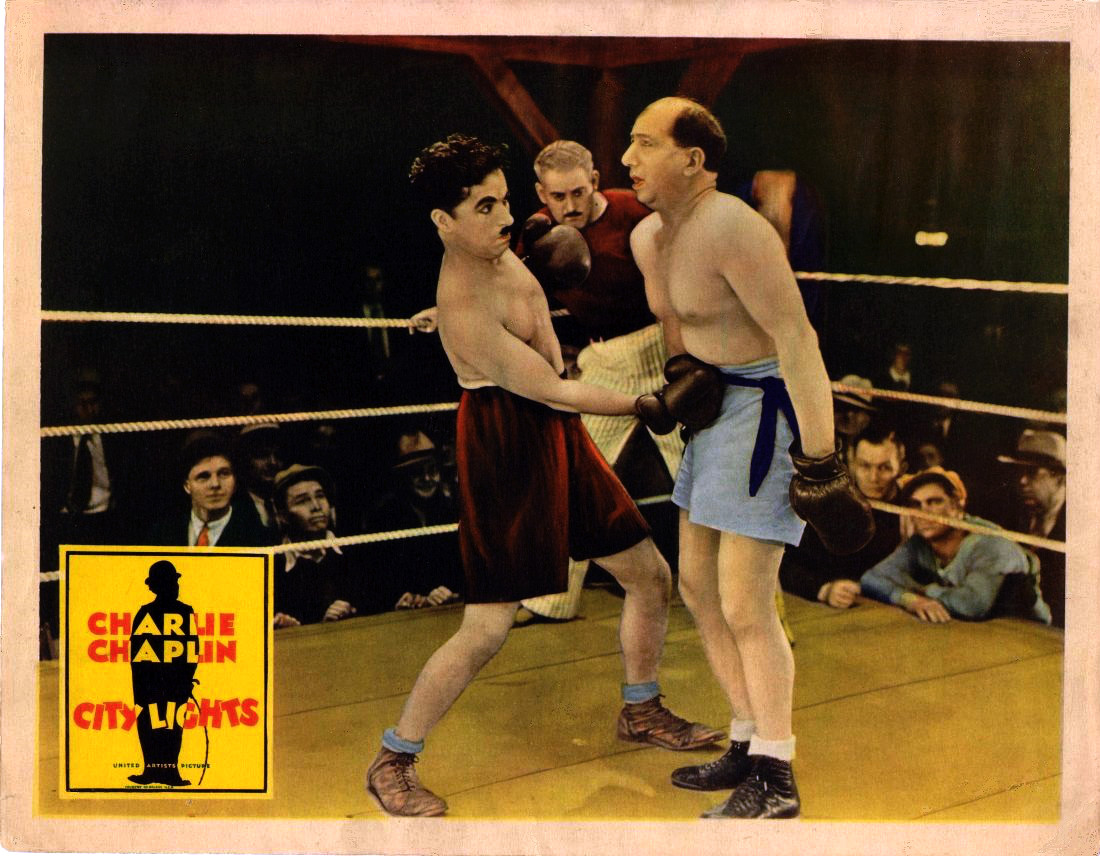
娘の目を早く治したい一心で、懸賞金付きのボクシング試合に参加。抱腹絶倒の珍ファイトが繰り広げられる。

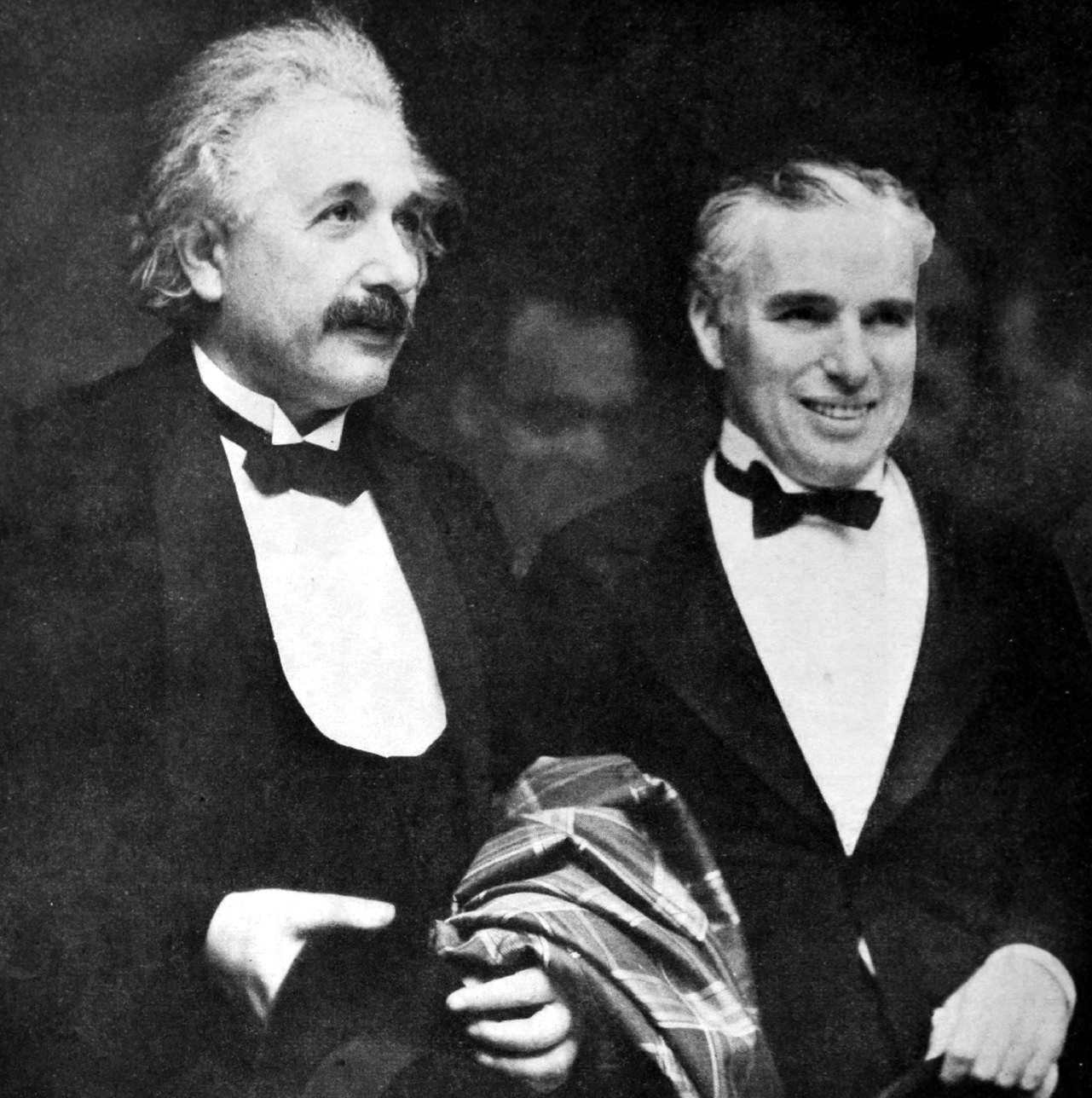
ロサンゼルスでのプレミア。アルベルト・アインシュタインとともに。

- 放浪者（リトル・トランプ（英語版）） - チャールズ・チャップリン
- 盲目の花売り娘 - ヴァージニア・チェリル
- 花売り娘の祖母 - フローレンス・リー（英語版）
- 富豪 - ハリー・マイヤーズ（英語版）
- 富豪の執事 - アラン・ガルシア
- 市長、花売り娘の階下の住人 - ヘンリー・バーグマン
- 放浪者の相手のボクサー - ハンク・マン
- 縁起を担ぐボクサー - ヴィクター・アレクサンダー
- 医師 - T・S・アレクサンダー
- 警官 - ハリー・エイヤース
- 道路清掃夫、強盗 - アルバート・オースチン
- レフェリー - エディ・ベイカー（英語版）
- レストランの女性 - ベティ・ブレア
- 禿げたパーティーの招待客 - バスター・ブロディ
- 新聞の立ち売りの少年 - ロバート・パリッシュ、マーガレット・オリヴァー
- 花屋のアシスタント - レイラ・マッキンタイア（英語版）
- 葉巻を拾おうとした浮浪者 - ジョン・ランド
- 背の高いパーティーの招待客 - ジャック・サザーランド
- アートショップの前のエレベーターの男 - タイニー・ウォード（英語版）
- 葉巻の上に座るレストランの客 - フローレンス・ウィクス
- 彫刻家 - グランヴィル・レドモンド

その他、レストランのシーンでは、ブレイク前のジーン・ハーロウも出演している。

## 製作
1928年5月に準備が行われ、同年12月に撮影が開始された。しかし、1929年6月に水に飛び込もうとする富豪役を演じていたヘンリー・クライブが水に飛び込むことを躊躇したため、チャップリンは彼を解雇し、代わりにハリー・マイヤーズを立てて登場シーンの撮り直しが行われた。さらに同年11月、盲目の花売り娘を演じていたヴァージニア・チェリルが「美容院に行くから」と言って撮影を早退したため、チャップリンは激怒し彼女を解雇した。代わりに『黄金狂時代』でヒロインを演じたジョージア・ヘイルが盲目の花売り娘を演じることになったが、側近の忠告で10日後にヴァージニアを復帰させることになった（この件の顛末についてはヴァージニア・チェリル#映画界が詳しい）。
完璧主義者のチャップリンは、ヴァージニア演じる花売り娘との出会いのシーン（正味3分ほど）に342回のNGを出し、1年以上かけて撮り直しされた（撮影日数534日のうち、このシーンの撮影だけで368日をかけている）。この「342回」という回数は、ギネス世界記録に「1シーンにおける最多のリテイク回数」として登録されている。
チャップリンは、自殺未遂のシーンのために5エーカー（約20,000平方メートル）のプールを建設し、ダウンタウンの交差点を表すために2つの通りを建設した。また、除幕式のシーンでは、縮尺模型を前景に配置することによって、後景に高層建築群があるように見せている。
喜劇映画研究会の新野敏也は、「【オープニング・タイトルのCITY LIGHTとクレジットされる夜の街】と【オープニング・シークエンスで彫像の除幕式が行われる朝の街】は同じセットでほぼ同じカメラ・アングルながらも、【オープニング・タイトル】では題名に合わせて街路灯が左端に配置されている」、「オープニング・シークエンスの彫像で繰り広げられるチャップリンのパントマイムでは、足捌きに合わせて靴裏のあたる彫像の部位が削られ微調整されている」などの事例を挙げて、この画面構成を「数限りなくリハーサルや撮り直しを繰り返した事が推察され、商業映画の製作コストをまるっきり無視した、完璧以上を求める天才ぶり」と表現している。
結局撮影を完了したのが1930年10月5日のことで、2年以上の月日が費やされた。さらに編集と作曲作業に3か月をかけた。音楽は20タイトル以上を作曲した。
本作の製作経緯、残存するNGシーンについてドキュメンタリー『知られざるチャップリン』で紹介されている（#外部リンク参照）。

### スタッフ
出典：
- 製作・監督・脚本・編集 - チャールズ・チャップリン
- 撮影 - ローランド・トザロー（英語版）
- 音楽 - アルフレッド・ニューマン、チャールズ・チャップリン
- 美術 - チャールズ・D・ホール（英語版）
- 助監督 - アルバート・オースチン、ヘンリー・バーグマン、ハリー・クロッカー（英語版）
- 作曲 - チャールズ・チャップリン
- 編曲 - アーサー・ジョンストン（英語版）

### 音楽
盲目の花売り娘のテーマ曲として、ホセ・パディラ作曲の"La Violetera"（1914年）が採用された。

## 評価
アメリカ合衆国では1931年1月30日に、ロサンゼルスの劇場でプレミア公開された。その際チャップリンの隣りにはアルベルト・アインシュタインが座った。映画は大ヒット。興行収入は500万ドルに達した。 
1934年1月13日には日本でも封切られ、1か月を超えて続映されるほどの人気作となった。
同年度のキネマ旬報ベストテンでは外国映画第10位にランクインした。
1950年にアメリカで再公開された際、『ライフ』において「1950年の最高の映画」と称賛された。
2005年の米タイム誌の「ベスト映画100本」（ランキング形式ではなく100作品のリストアップ）の1本に選出された。
2012年の英エンパイア誌は、「最高のスラップスティックシーン16」（16 Of Cinema’s Greatest Slapstick Moments）の一つに本作のボクシングシーンを挙げている。

### ランキング
- 「映画史上最高の作品ベストテン」（英国映画協会『Sight&Sound』誌発表）※10年毎に選出
  - 1952年 「映画批評家が選ぶベストテン」第2位[26]
  - 1962年 「映画批評家が選ぶベストテン」第14位[27]
  - 1982年 「映画批評家が選ぶベストテン」第21位
  - 1992年 「映画批評家が選ぶベストテン」第17位
  - 2002年 「映画監督が選ぶベストテン」第19位
  - 2012年 「映画監督が選ぶベストテン」第30位[28]
  - 2012年 「映画批評家が選ぶベストテン」第50位[29]
  - 2022年 「映画監督が選ぶベストテン」第46位[30]
  - 2022年 「映画批評家が選ぶベストテン」第36位[31]
- 「AFIアメリカ映画100年シリーズ」
  - 1998年 「アメリカ映画ベスト100」第76位
  - 2000年 「アメリカ喜劇映画ベスト100」第38位
  - 2002年 「情熱的な映画ベスト100」第10位
  - 2003年 「ヒーローと悪役ベスト100」第38位（浮浪者）
  - 2006年 「感動の映画ベスト100」第33位
  - 2007年 「アメリカ映画ベスト100（10周年エディション）」第11位
  - 2008年 「10ジャンルのトップ10」ロマンティック・コメディ映画第1位
- 2000年 「20世紀の映画リスト」（米『ヴィレッジ・ヴォイス』紙発表）第38位[32]
- 2008年 「史上最高の映画100本」（仏『カイエ・デュ・シネマ』誌発表）第17位[33]
- 2010年 「エッセンシャル100」（トロント国際映画祭発表）第29位[34]
- 2015年 「史上最高のアメリカ映画100」（英BBC発表）第18位[35]
- 2017年 「史上最高のコメディ映画トップ100」（英BBC発表）第21位[36]
- 2018年 「史上最高のコメディー映画ベスト100」（米『ペースト』発表）61位[37]
- 2021年 「批評家が選ぶ映画ベスト100」（米『シカゴ・トリビューン』発表）10位[38]
- 2022年 「史上最高の映画100」（英『タイムアウト』誌発表）第16位[39]
- 2022年 「史上最高のロマンス映画100」（英『タイムアウト』誌発表）第73位[40]
- 2022年 「史上最高の映画100」（米『バラエティ』誌発表）第28位[41]
- 2022年 「史上最高の映画100」（米『パレード（雑誌）（英語版）』誌発表）第11位[42]
- 2023年 「史上最高のロマンティック・コメディ映画70」（英『タイムアウト』誌発表）第29位[43]

以下は日本でのランキング
- 1934年 第11回「キネマ旬報ベストテン・外国映画」（キネマ旬報発表）第10位[21]
- 1988年 「大アンケートによる洋画ベスト150」（文藝春秋発表）第27位
- 1999年 「映画人が選ぶオールタイムベスト100・外国映画編（キネマ旬報創刊80周年記念）」（キネマ旬報発表）第68位
- 2009年 「映画人が選ぶオールタイムベスト100・外国映画編（キネ旬創刊90周年記念）」（キネ旬発表）第19位

その他、個人のランキングではオーソン・ウェルズが1950年代初頭に選んだ好きな映画ベスト10で、第1位に挙げている。映画監督では他にフェデリコ・フェリーニが好きな映画の第1位に（『Sight&Sound』2001年。『サーカス』『殺人狂時代』と同位）、ホセ・ルイス・ゲリンが、好きな映画の第2位に、ギレルモ・デル・トロも第2位（上記『Sight&Sound』2022年）に、ウォルター・サレスが第4位に、ウディ・アレンが第14位に挙げている。

## 日本での公開
1934年（昭和9年）1月13日、オープン直後の日本劇場で特別料金（上から5円、3円、1円50銭、1円）で封切られた。その際、活動弁士を務めたのは徳川夢声と山野一郎だった。
同年1月30日に映画を見た古川ロッパは日記にこう記している。
また、2月2日に昭和天皇が香淳皇后とともに鑑賞したと『昭和天皇実録』に記述がある。
その後、1970年代のリバイバル・ブーム到来まで陽の目を見ることがなかったため、幻の名作とされていた。1973年にリバイバル上映され興行的に成功した（この年の洋画配給収入第5位。「1973年の映画＃日本配給収入ランキング」参照）。このときのキャッチコピーは「街角に咲く一輪のバラが灯した恋の灯！笑いとペーソスに描くチャップリン名作！」。

## 翻案作品

### 日本
- 『蝙蝠の安さん』 - 著作権概念の乏しかった昭和のはじめ、アメリカで『街の灯』を実際に鑑賞してきた歌舞伎役者たちの感想や映画雑誌の記述を元に、日本で歌舞伎台本として仕上げられ、『与話情浮名横櫛』の登場人物の蝙蝠安を主人公に仕立て上げ、舞台を江戸の街に置き換えた作品。翻案は木村錦花[54]。
  - 小説 - 1931年7月22日読売新聞で連載開始[55]。
  - 歌舞伎 - 1931年8月に歌舞伎座で上演。主演は蝙蝠安役に守田勘弥[54]、花売り娘役に市川松蔦[56]。翌月には中座（大阪府）で上演され、蝙蝠安 役に二代目實川延若が抜擢された[57]。歌舞伎初演から88年後、チャップリン生誕130年にあたる2019年12月に、チャプリン家の許可を得て、国立劇場で再演された。主演は蝙蝠安役に松本幸四郎[58]、花売り娘役に坂東新悟[59]。
  - 映画 - 1933年8月31日に公開。松竹下加茂撮影所作品、主演は坂東好太郎、飯塚敏子。監督は秋山耕作[60]。
- 『イヤミはひとり風の中』[61] - 赤塚不二夫の漫画『おそ松くん』の1エピソードとして描かれた。初出は週刊少年サンデー1967年（昭和42年）41号[62]。『おそ松くん全集』第21巻（曙出版、1969年刊行）[63]、『おそ松くん』電子書籍版22巻（Ebookjapan）[64]所収[65]。1990年（第2作OVA）[66]と2018年（『おそ松さん』[67]）の2回アニメ化されている。
- 『キンキンのルンペン大将』 - 1976年4月24日に公開。石井輝男監督、愛川欽也主演[68]。愛川が『街の灯』をベースに書いていたシナリオを基に映画化[69][70]。

- 『街の灯』[71] - アニメ『秘密結社鷹の爪MAX』（2013年4月 - 2014年3月）第6話。フミコ（声 亜沙）という盲目の花売りの女性が登場する。詳細は前述アニメの「フミコ」の項を参照。
- 『相棒』 season21 第4話「最後の晩餐」（テレビ朝日）[72][73] - テレビドラマ。本作の原題『CITY LIGHTS』から名前が取られたバーが登場するなどストーリーのキーアイテムとなる[74]。脚本は光益義幸。監督は橋本一。

### 韓国
- 『ただ君だけ』 - 本作をモチーフにして制作された映画。2011年公開。リメイク版として『オンリー・ユー 光を求めて（英語版）』（2014年、トルコ）、『きみの瞳が問いかけている』[75]（2020年、日本）がある。

### ギリシャ
- City lights - 本作をモチーフにして2022年に制作されたミュージカル。Rex Theatre（wikidata）国立劇場で上演された[76]。

## 関連作品
- 『チャップリンよなぜ泣くか』 - 監督：斎藤寅次郎、主演：小倉繁。松竹キネマ制作、1931年。『街の灯』のパロディ作品[77]。
- 『街の灯』 - 淡谷のり子の歌謡曲。作詞：浜田広介、作曲：古賀政男。映画『街の灯』をモチーフにしている[78]。1932年コロムビアより発売。
- 『街の灯』 - 淡谷のり子の歌謡曲。作詞：浜田広介、作曲：杉田良造、編曲：奥山貞吉。1934年コロムビアより発売[79]。先述の楽曲とは作曲者が異なる。後述の『花賣娘』と同じ盤のB面。
- 『花賣娘』- 川畑文子の歌謡曲。作詞：森岩雄、作曲：パディラ（英語版）、編曲：デユフオール。映画『街の灯』で流れる『ラ・ヴィオレテラ』（La Violetera (Who'll Buy my Violets) ）の日本語版カバー曲[80][81]。1934年コロムビアより発売。前述の『街の灯』（1934年版）と同じ盤のA面。
- 『花賣娘の唄』 - 作詞：服部龍太郎[82]。